# Cimetière Holmens

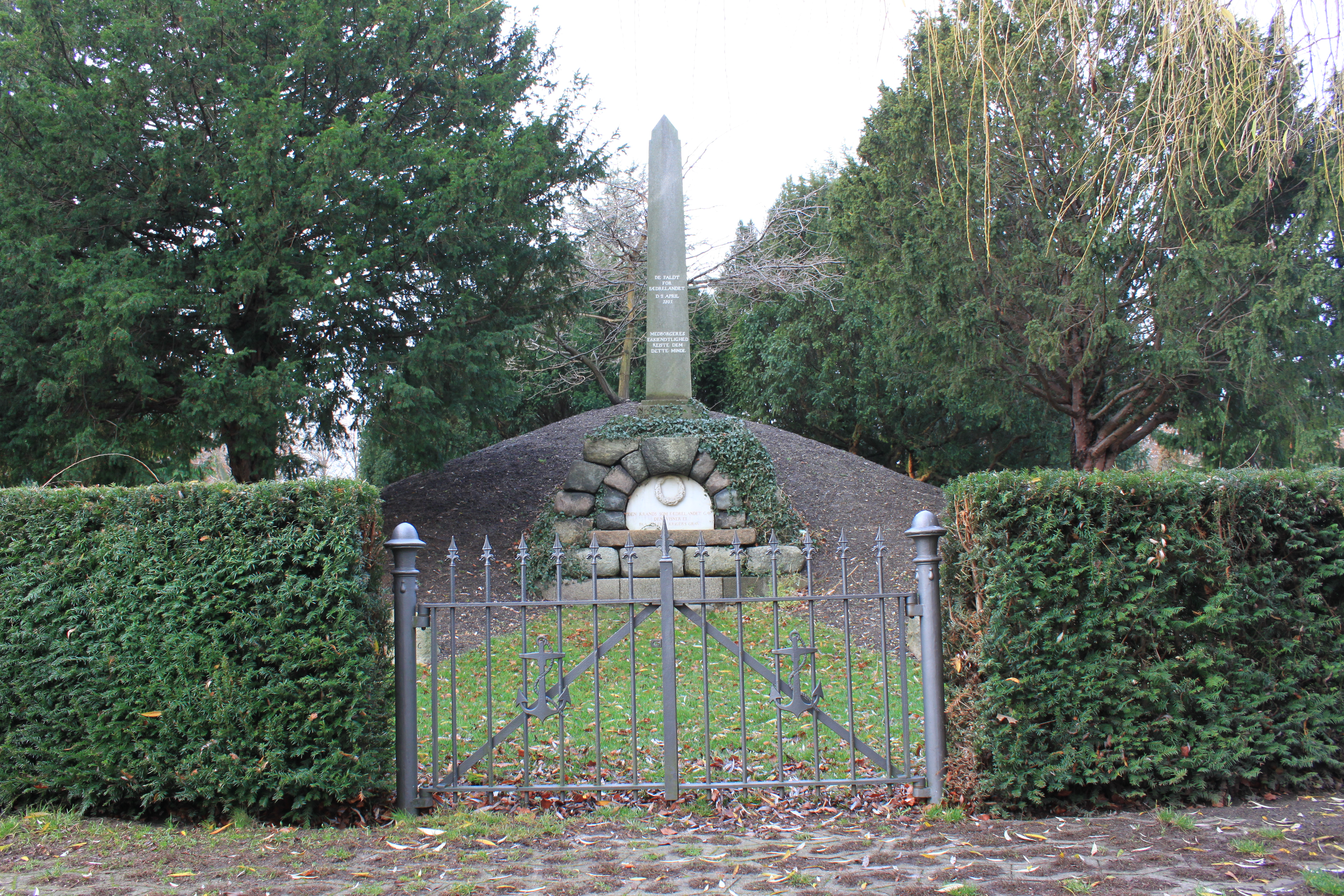
Mémorial de la bataille de Copenhague.

Le cimetière Holmens (en danois : Holmens Kirkegård) est le plus vieux cimetière de Copenhague en service. Il a été fondé en 1666 et été à l'origine situé près de l'église Holmens dans le centre-ville avant d'être déplacé à Dag Hammarskjölds Allé dans le district d'Østerbro en 1666. Le cimetière servait à l'origine un lieu de sépulture et de commémoration pour les marins danois en service royal et leurs familles, en complément du cimetière de Garnisons, inauguré en 1711 sur un site voisin.

## La chapelle

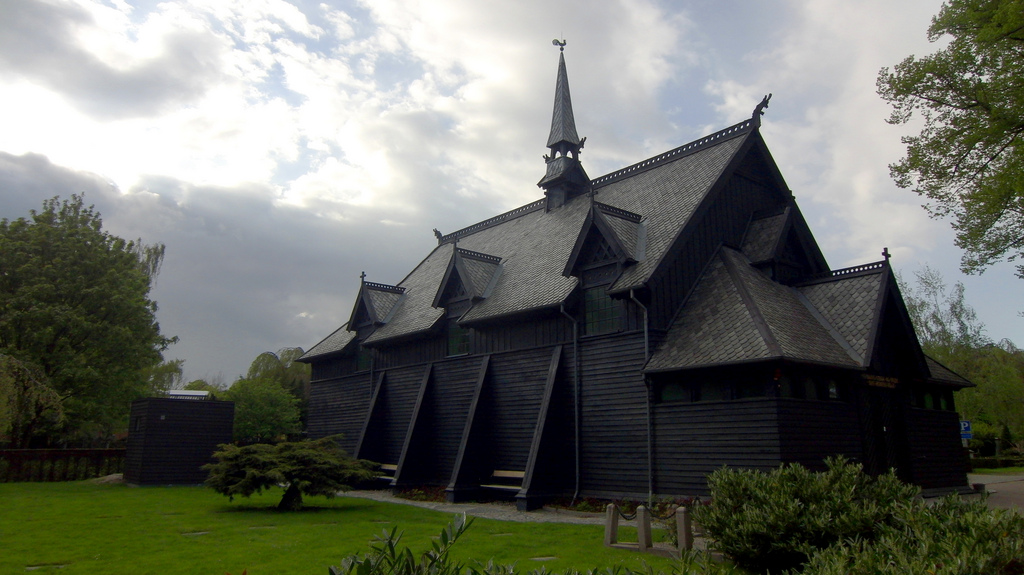
La chapelle datant de 1902 conçue par l'architecte Ludvig Fenger.

## Mémorial de la bataille de Copenhague
Dédié aux marins tombés lors de la bataille de Copenhague de 1801. Il se compose d'un tumulus surmonté d'un obélisque conçu par Johannes Wiedewelt.

## Personnalités inhumées
| - Nicolai Christian Levin Abrahams - Freddy Albeck - Oda Alstrup - Svend Auken - Otto Bache - David Rudolph Bay - Sigfride Bille - Steen Andersen Bille - Steen Andersen Bille - Carl Heinrich Bloch - Erling Bloch - Nic. Blædel - Ingolf Boisen - Victor Borregaard - Fritz Bruzelius - Philippa Bulgin - Carl Christian Burmeister - Emil Bærentzen - Anthonie Christensen - Lizzie Corfixen - Johan Julius Exner - Allan Fridericia - Emma Gad - Edvard Galle - Tove Grandjean - Thomasine Gyllembourg - Anne Mette Haagensen - Alfred Hage - G.B. Hagen - Fanny Halstrøm - Arne Hansen - Benny Hansen - Bjørn T. Hansen - Gunnar "Nu" Hansen - Heinrich Hansen - Heinrich Hansen - Mogens 'Mugge' Hansen - Robert Hansen - Emil Hartmann - Oluf Hartmann - Peter Heering - Gunnar Heerup - Johan Ludvig Heiberg - Johan Ludvig Heiberg - Johanne Luise Heiberg - Peter Heise - Frederik Ferdinand Helsted - Gerhard Henning - Stefan Henszelman - F. Hertzog | - Johannes Hohlenberg - Hakon Holm - H.P. Holst - Knud Høgenhaven - Johan Christian Islef - Kristine Marie Jensen - Emil Jeppesen - Niels-Jørgen Kaiser - Thorvald Kierkegaard - Jørgen-Bent Kistorp - Frits Hammer Kjølsen - Fritz Koch - Julius Koppel - Eyvind Kornbeck - Peter Kornbeck - A.F. Krieger - Torben Krogh - Frederik Vinding Kruse - Albert Køie-Nielsen - Harald Lander - Sven Lange - Rued Langgaard - Helge Larsen - Hugo Larsen - Robert Leepin - Orla Lehmann - Per Linnemann-Schmidt - Mogens Lorentzen - Carl Lumbye - Georg Lumbye - H.C. Lumbye - Tippe Lumbye - Emil Lund - J.L. Lund - Karen Lykkehus - Jørgen Læssøe - Oscar Matthiesen - Vilhelm Melbye - Anton Michelsen - Randi Michelsen - Nils Middelboe - Balthasar Münter - Holger Munk - Dea Trier Mørch - Gert Nielsen - Hans-Jørgen Nielsen - Lars Nordskov Nielsen - Helge Nissen - Julius Paulsen | - Kjeld Petersen - Theodor Philipsen - Louise Phister - Ludvig Phister - Andreas du Plessis de Richelieu - Gurli Plesner - Elsebeth Reingaard - Elli Rex - Sven Risom - Lise Roos - P. Rostrup Bøyesen - Thorkild Rovsing - Paul V. Rubow - Henrik Rung - Johan Christian Ryge - Martinus Rørbye - Sally Salminen - Harald Sandbæk - Frank Schaufuss - Poul Schierbeck - Sylvia Schierbeck - Valdemar Schiøtt - C.A. Schleisner - Axel Schou - H.S. Sibbern - Agnes Slott-Møller - Harald Slott-Møller - Jørgen Sonne[Lequel ?] - Carl Nicolai Starcke - Viggo Starcke - Jørgen Stegelmann - Theobald Stein - Edouard Suenson - Mustapha 'Manuel' Tafat - Lotte Tarp - Sv. Erik Tarp - Rosita Thomas - Oskar Thyregod - Rose Thyregod - Jens Peter Trap - Agnete Vøhtz - William Wain - Christian Winther - Ebba With - Jens Jacob Asmussen Worsaae - Mogens Wöldike - Aase Ziegler - Lise Østergaard - C.F. Aagaard |  |